# 香川大学医学部附属病院

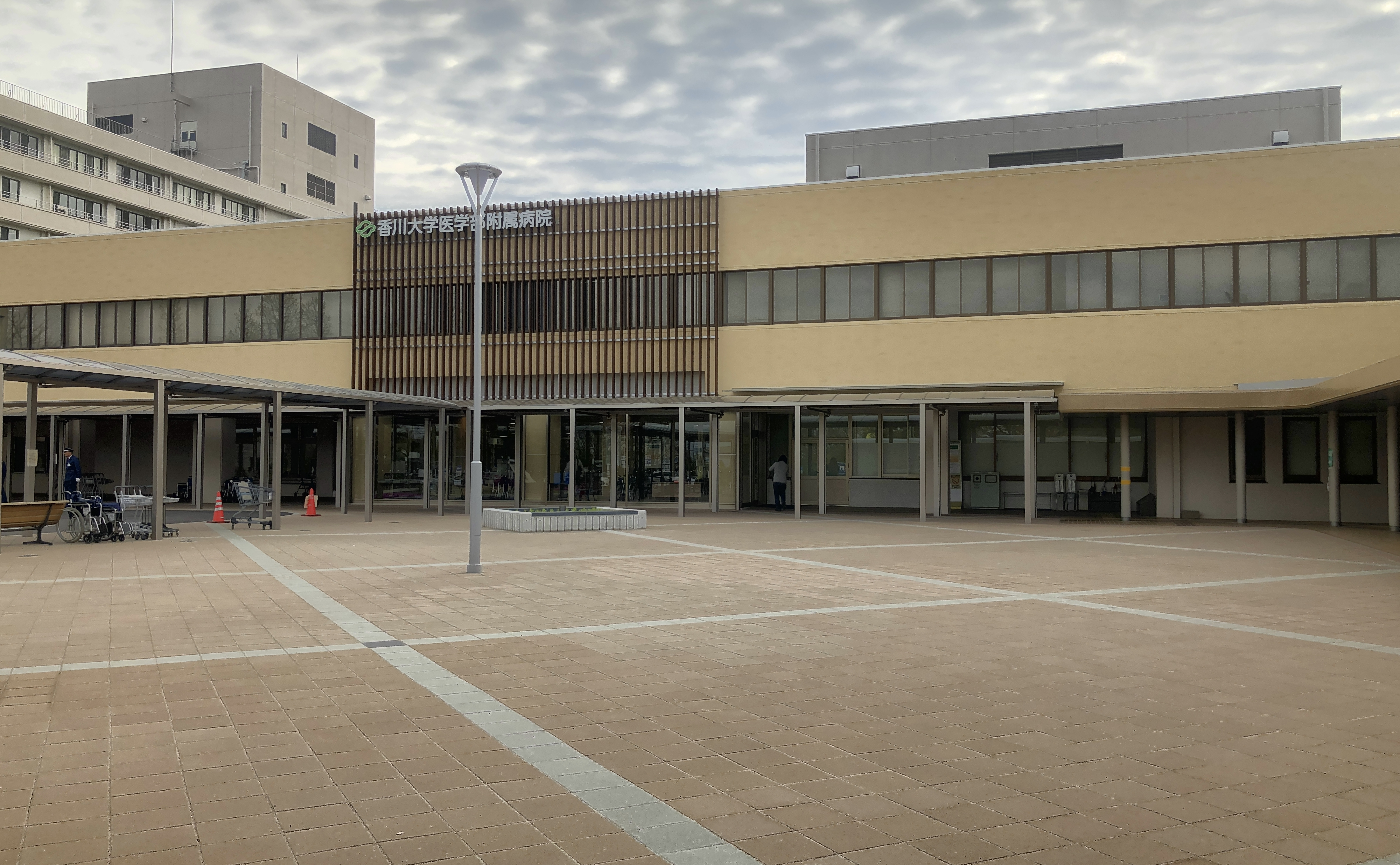
香川大学医学部附属病院正面玄関。

香川大学医学部附属病院（かがわだいがくいがくぶふぞくびょういん）は、国立大学法人香川大学医学部附属の大学病院。香川県木田郡三木町に立地し、香川県にある唯一の大学病院である。

## 診療科
内科、外科といった、総合的な診療科はなく、細分化されているのが特徴である。
- 内分泌代謝・血液・免疫・呼吸器内科
- 消化器・神経内科
- 循環器・腎臓・脳卒中内科
- 精神科神経科
- 小児科
- 周産期科・女性診療科
- 心臓血管外科
- 消化器外科
- 呼吸器・乳腺内分泌外科
- 整形外科
- 形成外科・美容外科
- 小児成育外科
- 泌尿器・副腎・腎移植外科
- 脳神経外科
- 皮膚科
- 眼科
- 耳鼻咽喉科
- 頭頚部外科
- 放射線科
- 麻酔・ペインクリニック科
- 歯・顎・口腔外科 　など

## 沿革
- 1978年（昭和53年）4月1日：香川医科大学開校。開設準備段階では香川大学医学部として設置される予定であったが、独立校として開校する。
- 1983年（昭和58年）4月1日：香川医科大学医学部附属病院として開院する。
- 1983年（昭和58年）10月20日：診察開始。病床数331床。
- 1984年（昭和59年）：増床。病床数449床。
- 1985年（昭和60年）：増床。病床数613床。
- 1997年（平成9年）：三木町立平井小学校院内学級（ひかり学級）を設置。
- 2003年（平成15年）10月1日：香川大学と香川医科大学が統合される。これに伴い香川大学医学部附属病院に改称する。
- 2008年（平成20年）：院内保育所「いちご保育園」を開園する。
- 2014年（平成26年）：「南病棟」竣工。
- 2014年（平成26年）8月14日：ヘリポート運用開始。
- 2015年（平成27年）「手術棟」竣工。
- 2022年（令和3年）6月30日：新放射線治療棟を竣工。
- 2022年（令和4年）4月18日：ドクターヘリ運用開始。

## 交通機関
- 高松琴平電気鉄道長尾線高田駅より約1.5km
- 高松琴平電気鉄道長尾線池戸駅より約2km
- 高松駅（高松駅前バスターミナル7番のりば）または高田駅よりことでんバス高松東病院・大学病院線（行先No.75）「大学病院」バス停下車
- 高速バス各線「高速三木」より約1.3km。
  - 同高速バス停駐車場内にある三木町コミュニティバスの停留所より町内循環北部コースに乗車「大学病院」バス停下車
- 高松自動車道高松東インターチェンジより国道11号高松東バイパスを東進し香川大学医学部北交差点で香川県道42号を右折南下。医大前交差点(名称非表示)を左折。
  - 高松自動車道さぬき三木インターチェンジより国道11号高松東バイパスを西進(高速出口を直進)し香川大学医学部北交差点で香川県道42号を左折南下。医大前交差点(名称非表示)を左折。

## 周辺
- 香川大学三木キャンパス（医学部）
- 香川大学池戸キャンパス（農学部）
- 香川県立高松東高等学校
- 高松自動車道高松東IC（松山方面）・さぬき三木IC（神戸方面）
- 男井間池
- 国立病院機構高松医療センター（旧・国立療養所高松病院→国立病院機構高松東病院）
- 香川県道42号小蓑前田東線（本病院の前面道路）
- 香川県道147号太田上町志度線 （本病院正門前の三叉路で交差）
- 百十四銀行三木支店医大前出張所（本病院正門前にあった有人出張所だったが、2023年9月15日（営業最終日）をもって親店舗にブランチインブランチ。最後まで「医大」の名が残っていた）